# 张文舟
张文舟（1912年—1986年1月2日），原名霍昭汉，山西沁县人。中国人民解放军开国少将。

## 生平
考入冯玉祥的西北陆军军官学校学习。1932年入党。在西北军中开展兵运。察哈尔民众抗日同盟军第二师排长。1935年到陕北，任红二十六军第二师副连长，陕北省委军事部参谋科科长、参谋长。1936年任延川县委军事部部长。红十五军团第八十一师作战科科长。红二十九军司令部作战科科长，1937年任红二十九军参谋长。
抗日战争时期，任八路军留守兵团司令部作教科科长、参谋处处长。陕甘宁晋绥联防军警备第三旅兼三边军分区参谋长。
解放战争时期任陕甘宁晋绥联防军警备第三旅副旅长，1946年5月陕甘宁晋绥联防军参谋长，1947年3月西北野战军参谋长，1948年9月西北野战军第四纵队参谋长，第一野战军第四军参谋长，第二兵团参谋长。
中华人民共和国成立后，任军委装甲兵参谋长，1951年中国人民志愿军代参谋长，1953年中国人民解放军军事学院装甲兵系主任。1961年毕业于高等军事学院基本系。装甲兵学院第一副院长。军委装甲兵副司令员兼装甲兵学院院长。。
1955年被授予少将军衔。第六届全国政协常委。